# Ябланиця (озеро)
Озеро Ябланиця — штучне озеро на річці Неретва. Простягається від міста Коніц до Ябланиці вздовж головної дороги М17. Поверхня озера 13 км2, з максимальною глибиною 80 м. Озеро відоме як курорт вихідного дня та туристичний напрямок.
Озеро було створене в 1953 році з будівництвом гравітаційно-дугової дамби на Неретві, 5 км вище за течією від Ябланиці. Висота дамби становить 80 м, а озеро тягнеться за течією до Коніца. Максимальна довжина — близько 30 км. Поверхня озера становить 1440 га, а об'єм — близько 290 км3 за максимального наповнення водою. Максимальна глибина — 80 м, а коливання рівня води сягає до 25 м.
Озеро багате на різну рибу, таку як форель, короп тощо.
За рішенням державного підприємства Elektroprivreda на початку лютого 2017 року на сусідній ГЕС було скинуто воду, що спричинило зникнення всього рибного та рослинного фонду озера. Однак підприємство заперечує відповідальність за екологічну катастрофу.

## Галерея

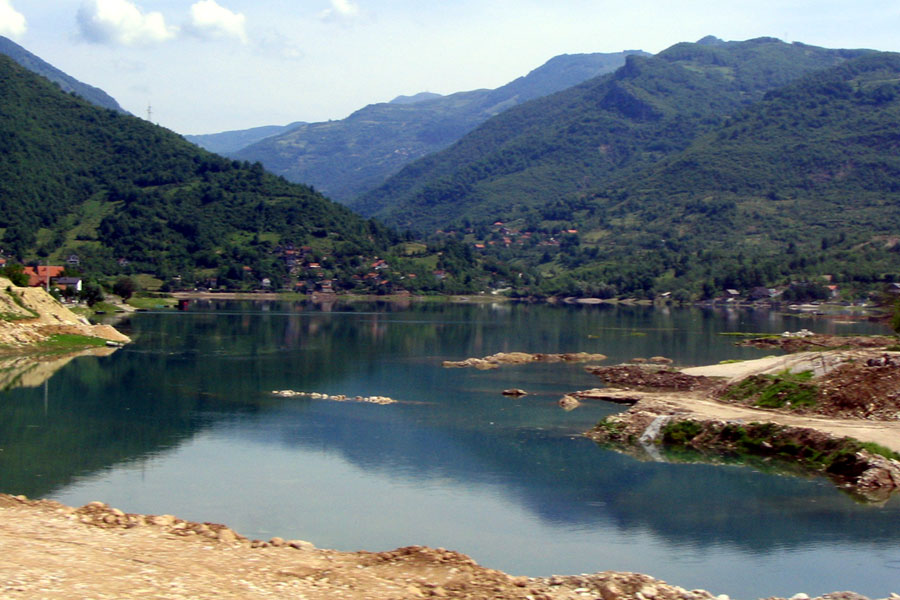
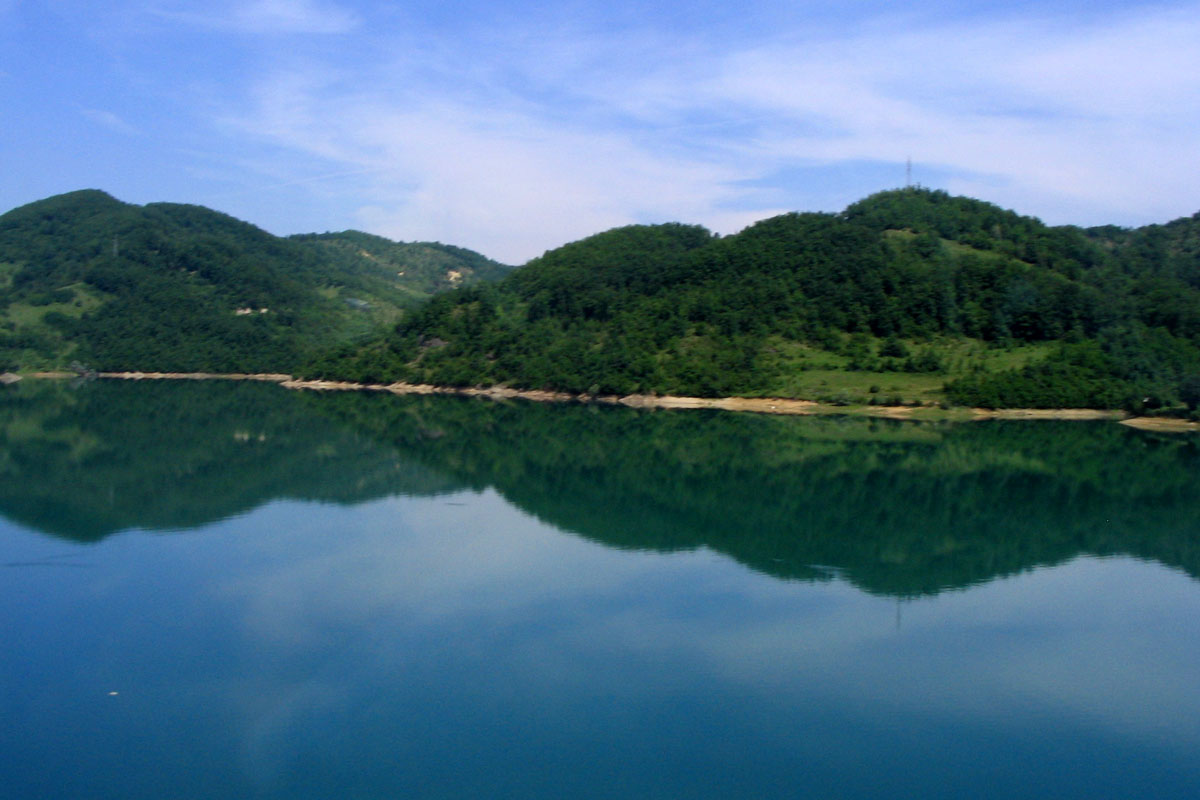
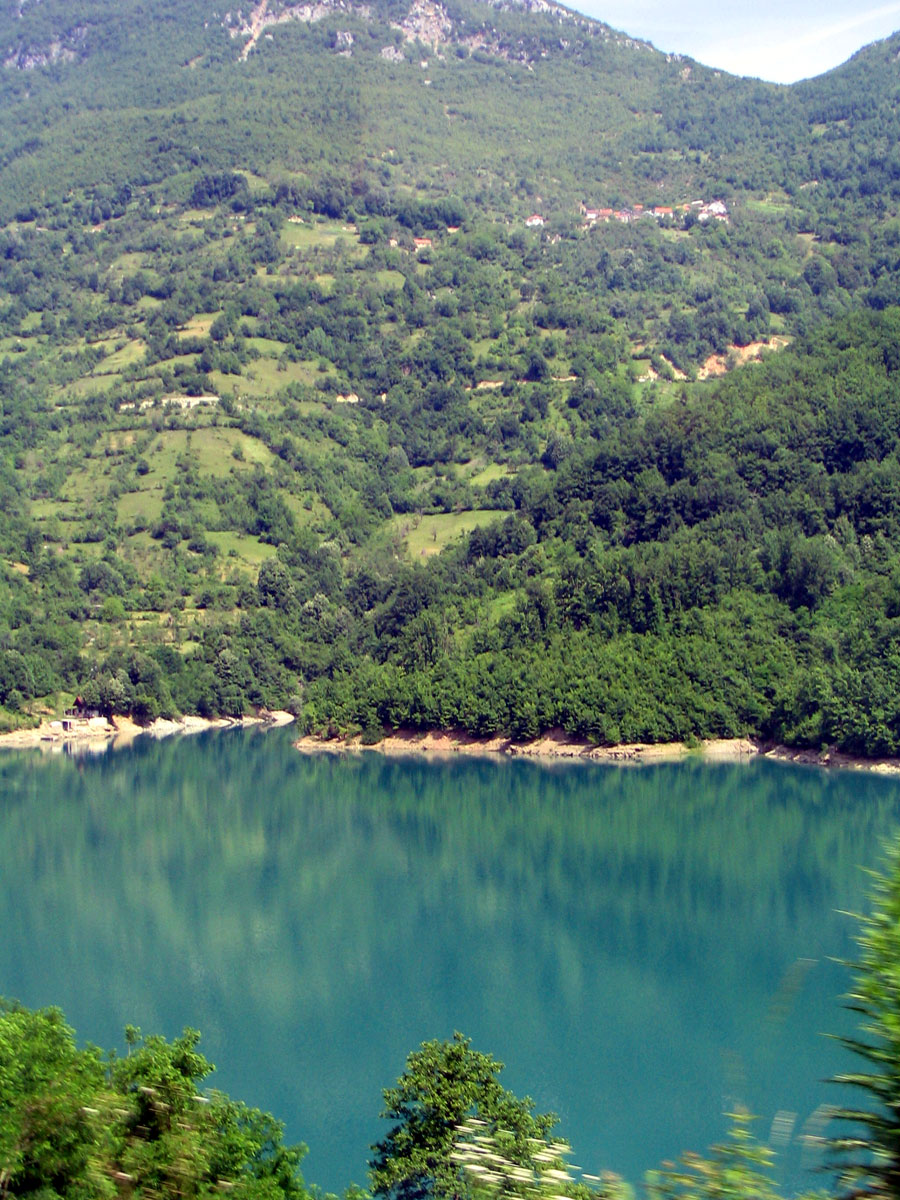
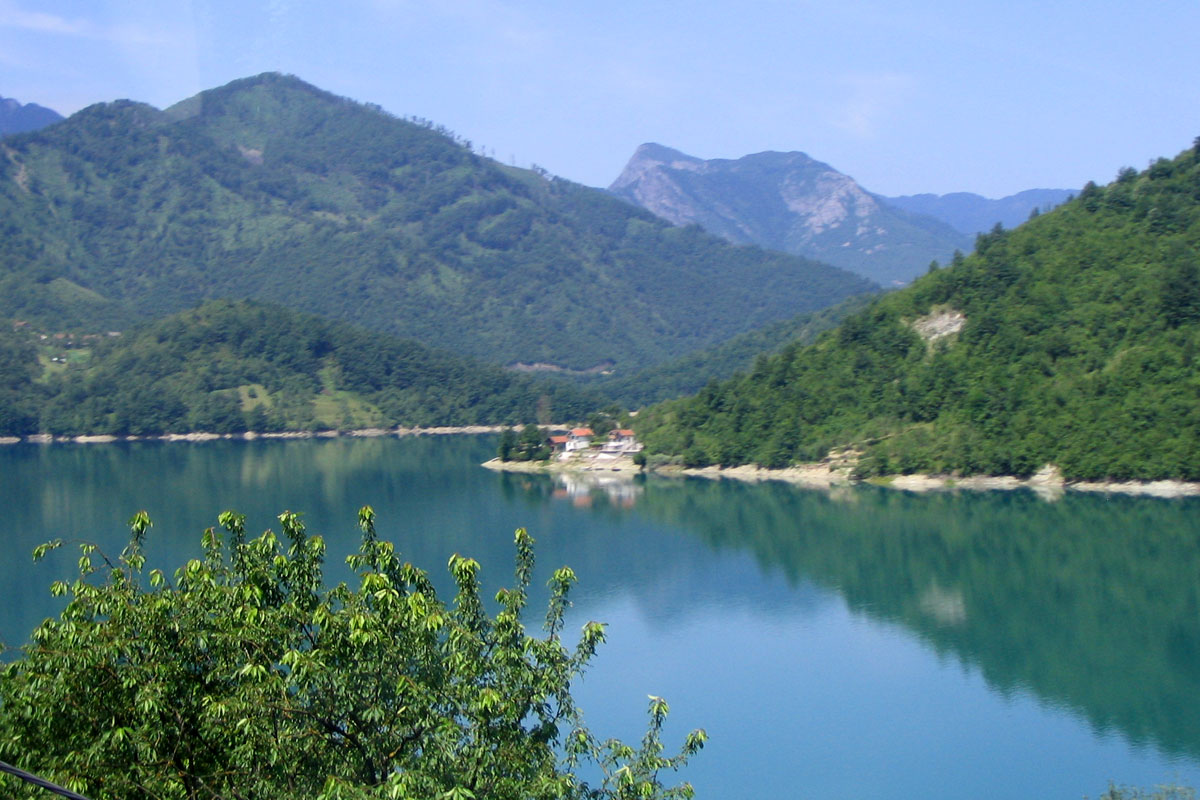
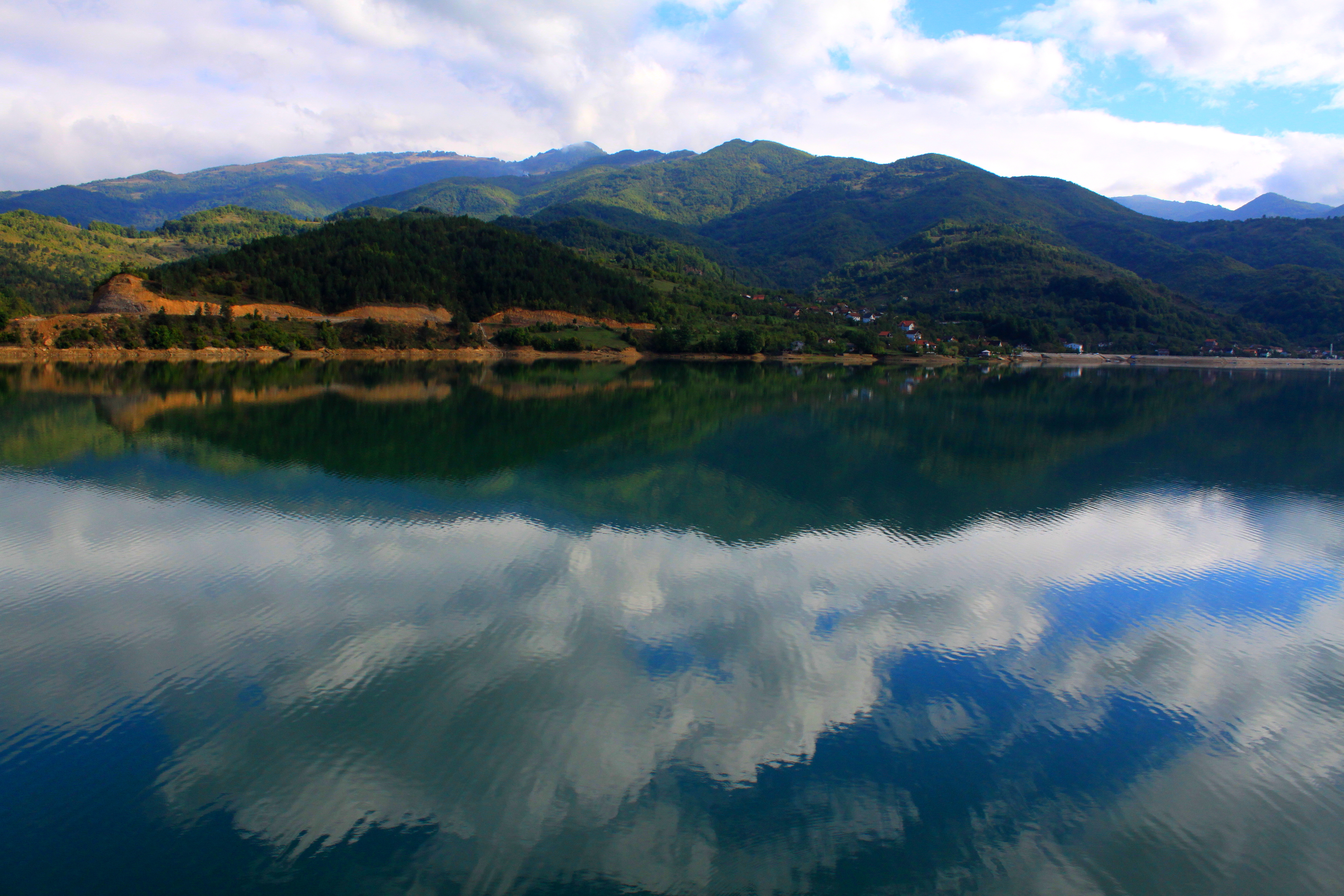